# Afif Chelbi
Afif Chelbi, de son nom complet Mohamed Afif Chelbi (arabe : محمد عفيف شلبي), né le 14 mars 1953 à Tunis, est un homme politique et économiste tunisien.

## Biographie
Il naît dans une famille de l'ancienne bourgeoisie tunisoise composée de propriétaires terriens et fondée par Ahmed Chelbi, mamelouk turc du début du XVIIIe siècle et fonctionnaire à la cour beylicale. Du côté maternel, il est l'arrière-petit-fils du grand savant religieux Salem Bouhageb dont la famille a brillé à la fin du XIXe siècle et au début du XXe siècle.
Ingénieur de l'École centrale Paris en 1978, il travaille d'abord à l'Agence de promotion de l'industrie de 1981 à 1986. Entre 1986 et 1987, il est chef du centre d'études et d'ingénierie à l'École nationale d'ingénieurs de Tunis. Directeur de la maîtrise de la technologie et des mutations industrielles au ministère de l'Économie nationale (1987-1990), il devient directeur de l'évaluation des projets à la Banque tuniso-qatarie d'investissement puis directeur général du Centre technique du textile (1992-1998) et de l'Agence de promotion de l'industrie (1998-2001). En 2001, il prend la tête de la banque d'affaires International Maghreb Merchant Bank (IM Bank).
Il est nommé ministre de l'Industrie, de l'Énergie et des PME le 10 novembre 2004, puis ministre de l'Industrie et de la Technologie le 14 janvier 2010. 
Sa reconduction à ce poste le 17 janvier 2011, au sein du « gouvernement d'union nationale » conduit par Mohamed Ghannouchi, après la fuite de l'ancien président Zine el-Abidine Ben Ali durant la révolution tunisienne, cristallise la colère de la population qui exige la formation d'un gouvernement excluant les personnalités qui ont travaillé avec Ben Ali. Celui-ci quitte finalement ce parti le 20 janvier. Il présente sa démission du gouvernement intérimaire le 28 février, à la suite du Premier ministre Ghannouchi ; Abdelaziz Rassâa lui succède. Il devient alors chargé de mission auprès du Premier ministre Béji Caïd Essebsi.
Le 20 octobre, Afif Chelbi tente de se suicider avec des anxiolytiques à la suite de la réouverture de l'enquête sur l'affaire de malversation au sein de la Société tunisienne des industries de raffinage, et alors qu'un non-lieu a été prononcé à son égard en septembre.
Le 4 octobre 2013, le parti Nidaa Tounes annonce son ralliement. Il est nommé administrateur à la Banque internationale arabe de Tunisie le 23 mai 2014.